# Nogometni klub Istra 1961 2021-2022
Questa voce raccoglie le informazioni riguardanti il Nogometni klub Istra 1961 nelle competizioni ufficiali della stagione 2021-2022.

## Rosa
Aggiornata al 22 aprile 2022
| N. |                       | Ruolo | Calciatore        |
| -- | --------------------- | ----- | ----------------- |
| 1  | Austria (bandiera)    | P     | Ivan Lučić        |
| 2  | Croazia (bandiera)    | D     | Luka Hujber       |
| 3  | Ghana (bandiera)      | D     | Gideon Acquah     |
| 4  | Croazia (bandiera)    | C     | Frano Mlinar      |
| 5  | Argentina (bandiera)  | C     | Facundo Cáseres   |
| 6  | Spagna (bandiera)     | C     | Antonio Perera    |
| 7  | Croazia (bandiera)    | C     | Slavko Blagojević |
| 8  | Spagna (bandiera)     | C     | Einar Galilea     |
| 10 | Croazia (bandiera)    | A     | Robert Mišković   |
| 11 | Brasile (bandiera)    | A     | Lucas Moura       |
| 12 | Spagna (bandiera)     | D     | Rafa Navarro      |
| 14 | Croazia (bandiera)    | D     | Luka Marin        |
| 16 | Argentina (bandiera)  | C     | Gonzalo Desio     |
| 17 | Mauritania (bandiera) | C     | Abdallahi Mahmoud |

| N. |                         | Ruolo | Calciatore             |
| -- | ----------------------- | ----- | ---------------------- |
| 18 | Burkina Faso (bandiera) | A     | Boureima Hassane Bandé |
| 20 | Croazia (bandiera)      | C     | Antonio Ivančić        |
| 21 | Croazia (bandiera)      | P     | Lovro Majkić           |
| 23 | Croazia (bandiera)      | A     | Dion Drena Beljo       |
| 25 | Cile (bandiera)         | P     | Gonzalo Collao         |
| 27 | Croazia (bandiera)      | D     | Bernardo Matić         |
| 31 | Croazia (bandiera)      | D     | Fran Vujnović          |
| 32 | Croazia (bandiera)      | D     | Mihael Rovis           |
| 34 | Croazia (bandiera)      | A     | Mateo Lisica           |
| 36 | Croazia (bandiera)      | C     | Mateo Tomić            |
| 39 | Croazia (bandiera)      | D     | Mauro Perković         |
| 44 | Portogallo (bandiera)   | D     | João Silva             |
| 77 | Croazia (bandiera)      | C     | Dino Kapitanović       |

## Risultati

### Prva HNL
| Arbitro: | Mario Zebec |

|                            |           |               |
| Bandé 10’, 17’ Matić 45+3’ | Marcatori | 90+3’ Veljača |

| Arbitro: | Fran Jović |

|                |           |  |
| Drmić 78’, 82’ | Marcatori |  |

| Arbitro: | Zdenko Lovrić |

|             |           |                      |
| Bandé 90+2’ | Marcatori | 19’ Lovrić 68’ Dieye |

| Arbitro: | Tihomir Pejin |

|                               |           |  |
| Dabro 20’, 49’ Aliyu 31’, 45’ | Marcatori |  |

| Arbitro: | Ivan Bebek |

|                          |           |  |
| Bandé 83’ Mišković 90+4’ | Marcatori |  |

| Arbitro: | Ante Čuljak |

|                               |           |           |
| Delić 17’ M. Jakoliš 22’, 32’ | Marcatori | 74’ Beljo |

| Arbitro: | Dario Bel |

|           |           |                                    |
| Beljo 88’ | Marcatori | 52’ (rig.), 58’ (rig.), 74’ Livaja |

| Arbitro: | Zdenko Lovrić |

|                       |           |                |
| Krstanović 49’ (rig.) | Marcatori | 90+4’ Perković |

| Arbitro: | Duje Strukan |

|  |           |           |
|  | Marcatori | 19’ Beljo |

| Arbitro: | Fran Jović |

|                                  |           |                                                             |
| Silva 18’ Mahmoud 59’ Lisica 78’ | Marcatori | 24’ Krešić 32’ Pavičić 37’, 41’ Vučkić 52’ Ampem 85’ Bušnja |

| Arbitro: | Tihomir Pejin |

|                   |           |           |
| Mlinar 12’ (aut.) | Marcatori | 54’ Bandé |

| Arbitro: | Mario Zebec |

|           |           |           |
| Perić 84’ | Marcatori | 79’ Beljo |

| Arbitro: | Igor Pajač |

|                                     |           |           |
| Nevistić 8’ (aut.) Beljo 54’ (rig.) | Marcatori | 15’ Dabro |

| Arbitro: | Mario Zebec |

|                                  |           |  |
| Žaper 5’ Topčagić 59’ Fiolić 75’ | Marcatori |  |

| Arbitro: | Goran Pečarić |

|                                     |           |                                      |
| L. Marin 44’ Beljo 82’ Mišković 88’ | Marcatori | 39’, 90+5’ M. Jakoliš 61’, 72’ Delić |

| Arbitro: | Fran Jović |

|                                                      |           |  |
| Ljubičić 11’ Fossati 27’ Krovinović 70’ Livaja 90+2’ | Marcatori |  |

| Arbitro: | Ante Čuljak |

|              |           |                       |
| Mišković 51’ | Marcatori | 20’ Zapata 31’ Hadžić |

| Arbitro: | Jakov Titlić |

|                                  |           |  |
| Mahmoud 19’ Bandé 27’ Lisica 72’ | Marcatori |  |

| Arbitro: | Duje Strukan |

|  |           |                           |
|  | Marcatori | 10’ Gojak 90+8’ Ristovski |

| Arbitro: | Jakov Titlić |

|             |           |  |
| Obregón 82’ | Marcatori |  |

| Arbitro: | Fran Jović |

|                        |           |             |
| Perković 58’ Beljo 74’ | Marcatori | 36’ Jovičić |

| Arbitro: | Zdenko Lovrić |

|                |           |                       |
| Mišković 45+1’ | Marcatori | 30’, 55’ (rig.) Oršić |

| Arbitro: | Tihomir Pejin |

|               |           |           |
| Kulenović 80’ | Marcatori | 54’ Beljo |

| Arbitro: | Duje Strukan |

|                       |           |                                         |
| Beljo 57’ Galilea 84’ | Marcatori | 27’ Caktaš 40’ (aut.) Marin 90+5’ Mance |

| Arbitro: | Ivana Martinčić |

|                     |           |             |
| Marin 53’ Delić 64’ | Marcatori | 45+2’ Beljo |

| Arbitro: | Tihomir Pejin |

|           |           |                |
| Beljo 54’ | Marcatori | 30’ N. Kalinić |

| Koprivnica 12 marzo 2022, ore 15:00 CET (UTC+1) 27ª giornata | Slaven Belupo | 0 – 0 referto | Istria 1961 | Gradski stadion (450 spett.)\| Arbitro: \| Dario Kulušić \| |
| Arbitro:                                                     | Dario Kulušić |               |             |                                                             |

| Zagabria 18 marzo 2022, ore 18:00 CET (UTC+1) 28ª giornata | Hrvatski Dragovoljac | 0 – 0 referto | Istria 1961 | Stadio Kranjčevićeva (200 spett.)\| Arbitro: \| Zdenko Lovrić \| |
| Arbitro:                                                   | Zdenko Lovrić        |               |             |                                                                  |

| Arbitro: | Duje Strukan |

|  |           |                 |
|  | Marcatori | 29’, 87’ Vučkić |

| Arbitro: | Ivan Bebek |

|              |           |                  |
| Mitrović 62’ | Marcatori | 55’ (rig.) Beljo |

| Arbitro: | Dario Kulušić |

|                            |           |  |
| Oršić 8’, 45+1’ Emreli 50’ | Marcatori |  |

| Arbitro: | Dario Bel |

|                       |           |                           |
| Beljo 16’ Cáseres 68’ | Marcatori | 27’ Marić 90+5’ Kulenović |

| Arbitro: | Duje Strukan |

|                      |           |                          |
| Lovrić 4’ Caktaš 12’ | Marcatori | 18’ Perković 39’ Galilea |

| Arbitro: | Ante Čulina |

|             |           |                              |
| Cáseres 73’ | Marcatori | 26’ Delić 45+1’ (rig.) Ćurić |

| Arbitro: | Zdenko Lovrić |

|                                                |           |             |
| Livaja 45+2’ (rig.), 52’ (rig.) Krovinović 54’ | Marcatori | 15’ Mahmoud |

| Arbitro: | Fran Jović |

|                                   |           |              |
| Beljo 48’ (rig.), 90+4’ Bandé 54’ | Marcatori | 76’ Zvonarek |

Fonte: Croatian Football Federation

### Coppa di Croazia
| Arbitro: | Goran Pečarić |

|  |           |                                  |
|  | Marcatori | 54’ Obanor 76’ Mahmoud 90’ Beljo |

| Arbitro: | Ivana Martinčić |

|                       |           |                            |
| Licul 33’ Boucaux 52’ | Marcatori | 6’, 70’ Beljo 76’ Serderov |

| Arbitro: | Duje Strukan |

|                                 |                      |                            |
| Dieye 45+2’ Lovrić 90+6’        | Marcatori            | 11’, 80’ Beljo             |
| Jovičić Suk Brodić Steenvoorden | Tiri di rigore 4 – 2 | Desio Galilea Iličić Silva |